# Hub (Großkarolinenfeld)
Hub ist ein Ortsteil der Gemeinde Großkarolinenfeld im oberbayerischen Landkreis Rosenheim. 
Der Ort liegt westlich des Kernortes Großkarolinenfeld an der RO 19. Am südlichen Ortsrand fließt die Rott.

## Sehenswürdigkeiten
In der Liste der Baudenkmäler in Großkarolinenfeld ist für Hub ein Baudenkmal aufgeführt:
- Das Bauernhaus (Hub 3), ein zweigeschossiger Satteldachbau mit Blockbau-Wohnteil, wurde im 17. Jahrhundert errichtet. Das Bundwerk am Giebel und an der Traufseite stammt aus dem 18./19. Jahrhundert.